# Masaru Matsuhashi
Masaru Matsuhashi (født 22. marts 1985) er en japansk fodboldspiller, som spiller for den japanske fodboldklub Ventforet Kofu.